# Кринички (Старобільський район)
Кринички́ — село в Україні, у Старобільській міській громаді Старобільського району Луганської області. Населення становить 78 осіб. Колишній орган місцевого самоврядування — Калмиківська сільська рада.
Село постраждало внаслідок геноциду українського народу, вчиненого урядом СРСР у 1932—1933 роках, кількість встановлених жертв — 35 людей.

## Населення

### Мова
Розподіл населення за рідною мовою за даними перепису 2001 року:
| Мова       | Кількість | Відсоток |
| ---------- | --------- | -------- |
| українська | 73        | 93.59%   |
| російська  | 5         | 6.41%    |
| Усього     | 78        | 100%     |

## Також
- Перелік населених пунктів, що постраждали від Голодомору 1932-1933, Луганська область